# Lijst van Vlaamse presentatoren
Dit is een lijst van Vlaamse presentatoren met een artikel op de Nederlandstalige Wikipedia. Vermelde personen kunnen zowel actief zijn bij de openbare als de private omroep, op radio en/of televisie.
De namen zijn gealfabetiseerd op de volledige familienaam, zoals in België gebruikelijk is (bijvoorbeeld De Poorter onder de D).

## A
- Luc Appermont

## B
- Nic Balthazar
- Louis Baret
- Jos Baudewijn
- Jan Becaus
- Jean Blaute
- Stefan Blommaert
- Bob Boon
- Marc Brillouet
- Herbert Bruynseels

## C
- Walter Capiau
- Gerty Christoffels
- Bavo Claes
- Dieter Coppens
- Mathias Coppens
- Staf Coppens
- Wim Coenen
- Tony Corsari
- Ben Crabbé
- Andrea Croonenberghs

## D
- Anja Daems
- Bob Davidse
- Anne De Baetzelier
- Fred De Bruyne
- Geertje De Ceuleneer
- Rani De Coninck
- Edmond de Goeyse
- Vincenzo De Jonghe
- Felice Dekens
- Eline De Munck
- Jo De Poorter
- Margot Derycke
- Rik De Saedeleer
- Tomas De Soete
- Niels Destadsbader
- Ivan De Vadder
- Jan De Volder
- Leen Demaré
- Michiel Devlieger
- Truus Druyts
- Eefje Depoortere ('Sjokz')
- Donaat Deriemaeker
- Jackie Dewaele ('Zaki')
- Marlène de Wouters
- Mieke Dumont
- Ruben De Rynck

## F
- Felice (Dré Steemans)
- Michel Follet
- Ianka Fleerackers

## G
- Hilde Geens
- Jos Ghysen

## H
- Otto-Jan Ham
- Evi Hanssen
- Peter Hoogland
- Paul D'Hoore
- Carl Huybrechts
- Margriet Hermans

## I
- Kobe Ilsen
- Lisbeth Imbo

## J
- Paul Jambers
- Luc Janssen

## L
- Tom Lenaerts
- Friedl' Lesage
- Jan Leyers
- Goedele Liekens
- Geena Lisa Peeters
- Roland Lommé
- An Lemmens

## M
- Stéphanie Meire
- Nathalie Meskens
- Inge Moerenhout
- Rudi Moesen
- Wilfried Mostinckx
- Guy Mortier
- Paul Muys

## N
- Louis Neefs

## O
- Wim Oosterlinck
- Hans Otten

## P
- Bart Peeters
- Staf Permentier
- Kelly Pfaff
- Martine Prenen
- Julien Put
- Peter Pype

## R
- Katja Retsin
- Jean-Pierre Rondas
- Ben Roelants
- Jolien Roets
- Jo Röpcke
- Emmanuel Rottey

## S
- Lieven Scheire
- Showbizz Bart (Bart Verbeeck)
- Sim Simons
- Lutgart Simoens
- Stijn Smets
- Nora Steyaert
- Leo Stoops
- Bart Stouten

## T
- Martine Tanghe
- Amaryllis Temmerman
- Jan Thans
- Jan Theys
- Johan Terryn

## U
- Mark Uytterhoeven

## V
- Roos Van Acker
- Raf Van Brussel
- Jo Van Damme
- Chris Van den Durpel
- Bram Van Deputte
- Thomas Vanderveken
- Paul Van Dessel
- Peter Van de Veire
- Kurt Van Eeghem
- Elke Vanelderen
- Jonas Van Geel
- Lieven Van Gils
- Arne Vanhaecke
- Annelies Van Herck
- Steven Van Herreweghe
- Kobe Van Herwegen
- William van Laeken
- Herman Van Molle
- Rob Vanoudenhoven
- Johny Vansevenant
- Francesca Vanthielen
- Marcel Vanthilt
- Paula Van Wilder
- Lucette Verboven
- Pros Verbruggen
- Francis Verdoodt
- Vincent Verelst
- Jan Verheyen
- Bjorn Verhoeven
- Lotte Verlackt
- Vicky Versavel
- Lieven Verstraete
- Jurgen Verstrepen
- Rudi Vranckx

## W
- Albrecht Wauters
- Jan Wauters
- Koen Wauters
- Kris Wauters
- Bruno Wyndaele

## Y
- Yasmine